# 圣胡安包蒂斯塔 (加利福尼亚州)
圣胡安包蒂斯塔（英語：San Juan Bautista），是美国加利福尼亚州圣贝尼托县下属的一座城市。建市于1896年5月4日，面积大约为0.71平方英里（1.8平方公里）。根据2010年美国人口普查，该市有人口1,862人。